# Romance in e-mineur opus 30
Romance in e-mineur opus 30 is een compositie van Christian Sinding. Sinding, als behoudend en romantisch componist, schreef (relatief) een behoorlijk aantal werkjes in het genre romance. Onder opus 9 verscheen ook al een Romance in e-mineur voor viool en piano. De romance wordt gespeeld in een langzaam Andantetempo.